# Караваева, Нина Анатольевна
Нина Анатольевна Караваева (31 марта 1933, Москва — 12 мая 2022) — советский почвовед-географ, картограф, доктор географических наук, лауреат премии им. академика Ф. Н. Красовского.

## Биография
Родилась 31 марта 1933 в Москве в семье служащих.
Окончила географический факультет МГУ (1955), дипломница кафедры географии почв. Работала в Почвенном институте им. В. В. Докучаева лаборантом, младшим научным сотрудником.
С 1964 г. — в Институте географии АН СССР (РАН): младший научный сотрудник, с 1971 по 1986 г. — старший научный сотрудник, с 1986 г. — ведущий научный сотрудник.
В 1964 г. защитила кандидатскую диссертацию на тему «Тундровые глеевые почвы Северной Якутии» (руководитель — Е. И. Иванова).
В 1982 г. защитила докторскую диссертацию:
- Заболачивание и эволюция почв : диссертация … доктора географических наук : 11.00.05. — Москва, 1981. — 416 с. : ил.

Лауреат премии им. академика Ф. Н. Красовского (2002, в составе коллектива) за создание атласа «Природа и ресурсы Земли» (серия почвенных карт).
Скончалась 12 мая 2022 года.
Сочинения:
- Заболачивание и эволюция почв [Текст]. — Москва : Наука, 1982. — 296 с. : ил.; 22 см;
- Тундровые почвы Северной Якутии [Текст]. — Москва : Наука, 1969. — 207 с. : ил.; 20 см.
- Почвы тайги Западной Сибири [Текст] / [АН СССР. Ин-т географии]. — Москва : Наука, 1973. — 167 с., 3 л. карт. : черт., карт.; 21 см.
- Евгения Николаевна Иванова (1889—1973) / И. В. Забоева, Н. А. Караваева. — Сыктывкар : Коми науч. центр УрО РАН, 2009. — 64 с. : фот.; 21 см. — (Серия «Люди науки» / Российская акад. наук, Урал. отд-ние, Коми науч. центр; вып. 34).
- Элементарные почвообразовательные процессы : Опыт концептуал. анализа, характеристика, систематика / [Н. А. Караваева, В. О. Таргульян, А. Е. Черкинский и др.; Отв. ред. Н. А. Караваева, С. В. Зонн]; Рос. акад. наук, Ин-т географии. — М. : Наука, 1992. — 183,[1] с. : ил.; 21 см; ISBN 5-02-003846-6

Публикации: https://istina.msu.ru/profile/KaravaevaNA/